# Платнировская
Платни́ровская — станица в Кореновском районе Краснодарского края, административный центр Платнировского сельского поселения.
Жители называют станицу просто Платни́ровка.

## История
Основана в 1794 году как один из сорока первых кубанских куреней черноморских казаков.
Платнировский курень — один из 38 запорожских куреней, пришедших на Кубань в 1792—1794 годах в составе Черноморского казачьего общества. Местом их пребывания в первые две зимы была Тамань. Строевые казаки находились на границе, а их семьи расположились на местах, «удобных для рыбной ловли, хлебопашества и скотоводства». При жеребьевке мест для поселения Платнировскому куреню выпала территория «при речке Кирпили с правой и левой стороны». Так в 1794 году появилась на карте будущая станица Платнировская с числом жителей 141 человек.
В 1842 году Платнировский курень получил статус станицы.
В 1916 году в станице было 1686 дворов, в которых проживало 9795 коренных жителей и 2200 иногородних.
С 1868 до 1924 г. Платнировская входила в Кавказский отдел Кубанской области.
Иногда станица упоминается как Староплатнировская, для отличия от Новоплатнировской.
В 1933 станица была занесена на «Чёрные доски» за «саботаж». От голода погибли сотни жителей.
В начале-середине XX века в станице было создано несколько колхозов, среди которых «Красный пограничник», «Новый путь», «Степной», «Красное поле», «ОСОАВИАХИМ». Со временем все колхозы были объединены в колхоз им. Кирова, а названия малых колхозов превратились в названия районов станицы. В 1970—1980-х годах колхоз был крупным колхозом-миллионером. В 1990-х годах колхоз обанкротился и большая часть имущества и техники была распродана.

## Геральдика
Герб станицы утверждён решением Совета муниципального образования «Платнировское сельское поселение» № 96 от 18 декабря 2006 года и внесён в Государственный геральдический регистр 15 июня 2007 года под номером 3389.
Герб аллегорически отражает исторические, природные и экономические особенности Платнировской.
- Зелёный цвет — символ сельского хозяйства, здоровья, природы, жизненного роста;
- Пурпурная пирамида и золотые копья символизируют запорожских казаков — первых поселенцев, с оружием в руках осваивавших и обрабатывавших эту землю;
- Золотой пшеничный сноп — символ урожая, достатка;
- Лазоревый цвет ленты, перевязавшей пшеницу — безупречность и воля.[4]

Идея герба принадлежит художнику Н. Ищенко (станица Дядьковская),
геральдическое описание — М. Шарунову (Краснодар);

## География
Расположена на берегу реки Кирпили (бассейн Азовского моря) в 50 км северо-восточнее Краснодара. Рядом со станицей проходит автомобильная трасса М4 «Краснодар—Ростов-на-Дону». Железнодорожная станция на отрезке линии «Краснодар—Тихорецкая».

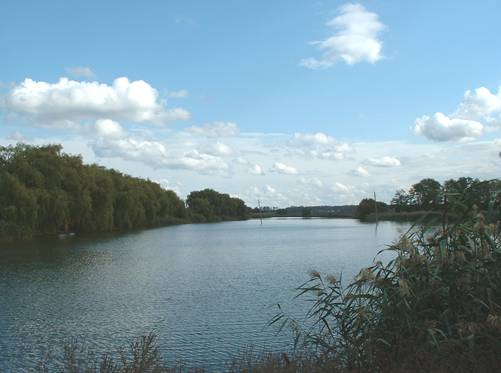
Река Какайка (приток р.Кирпили)

### Природа
Рельеф местности — слабоволнистая низменность, пересеченная во всех направлениях балками различной глубины. Естественная растительность сохранилась в поймах рек и вдоль балок. Основной тип почвы — чернозём, характеризующийся значительной мощностью гумусного горизонта, сравнительно рыхлым сложением, невысоким содержанием гумуса в поверхностных слоях — от 2,6 % до 5 %. Структура почвы — комковато-зернистая. По температурному режиму климат — умеренно континентальный, безморозный период длится 188 дней, среднегодовое количество осадков — 531 мм.

## Население
| Год переписи | Население, чел. |
| ------------ | --------------- |
| 1794         | 141             |
| 1916         | 11 995          |

| 1939 | 1959  | 1979    | 2002    | 2010    | 2021    |
| ---- | ----- | ------- | ------- | ------- | ------- |
| 8408 | ↗9756 | ↗10 926 | ↗11 561 | ↗12 004 | ↗12 193 |

## Экономика
Основу экономики станицы составляет сельское хозяйство и перерабатывающая промышленность.
В 2019 в станице зарегистрировано 22 предприятия, в том числе 2 крупных, 117 индивидуальных предпринимателей, 9 фермерских хозяйств (в 2010 г. было зарегистрировано 47 КФХ), 4322 ЛПХ. Общая площадь обрабатываемой пашни на 2019 г. — 12,87 тыс. га.
Крупнейшие работодатели: АО «Платнировское» — 111 чел. (строительство), Рыбцех ИП Кондрашов (пищевая промышленность) — 98 чел., КФХ «Пирамида» и ИП Героев В. В. (сельское хозяйство, пищевая промышленность) — около 80 чел.
Крупнейшие КФХ станицы «Пирамида» и ИП Героев В. В. специализируются на выращивании зерновых, пропашных технических культур, переработке зерна на муку. С 2005 ведется выпечка хлебобулочных изделий.
С 2005 на территории станицы работает фирма «Декор Юг» по производству сувениров из стекла и фарфора методом деколи.
Существует несколько рыболовецких хозяйств на базе искусственных прудов и зарыбленных участков реки Кирпили.
Территория Платнировского поселения участвует в инвестиционном проекте по созданию особой экономической зоны. Планируется строительство завода по переработке крахмала, производству джема и переработке зерна.
Около 800 жителей работают на обслуживании железной дороги, проходящей вблизи станицы. В 2016 году введено в строй более 7,5 тыс. м² жилья.
В личном пользовании жителей находится более 7 тыс. ед. транспорта.

## Образование и культура
В трех средних общеобразовательных школах (СОШ № 5, 24, 25) обучается (по данным 2016 года) 1875 учащихся. Два детских муниципальных сада «Сказка» и «Колосок» посещают 625 детей.
В специальной (коррекционной) общеобразовательной школе-интернате проживает и обучается 116 воспитанников с различными отклонениями в развитии (на 2006 г.).
Профессиональное училище № 53, расположенное в центре станицы, — одно из старейших в крае, первый набор курсантов был произведен в 1934 году. В 2006 году в этом учебном заведении обучалось 585 учащихся по следующим специальностям: автомеханик, водитель, тракторист, повар-кондитер, социальный работник, бухгалтер-счетовод-кассир. Площадь пашни в учебном хозяйстве — 483 га, используется 19 грузовых автомобилей, 12 тракторов, 4 зерноуборочных комбайна, широкий набор плугов, культиваторов, сеялок.
Культурно-досуговый центр станицы создан в 1967 году как колхозный дом культуры. В 2006 году проведен ремонт здания центра, обновлен фасад. По состоянию на 2007 год в КДЦ работают 35 кружков художественной самодеятельности, в которых занимается более трехсот человек.
В 1996 г. вокальному ансамблю «Платнировские узоры» было присвоено звание народного, а по итогам работы за 2004 год КДЦ признан лучшим клубным учреждением Краснодарского края. С 1974 года в КДЦ действует краеведческий музей, в котором около 450 экспонатов. За 2006 год различные мероприятия, проводимые в КДЦ, посетило более 71 тыс. человек. На хуторе Казачьем имеется Дом культуры.
В Платнировской функционирует «Детская школа искусств», которая имеет семь отделений: музыкальное, хореографическое, художественное, отделение общего эстетического развития и др. В школе обучаются более 250 детей, работают 17 преподавателей. В 2006 году ансамбль скрипачей стал победителем Международного конкурса в Санкт-Петербурге.
В сельском поселении работают три библиотеки, книжный фонд которых насчитывает 53,7 тыс. экземпляров. За 2019 год книговыдача составила 108,5 тыс. книг, читатели посетили залы библиотек более 45 тысяч раз.
В станице расположен филиал Кореновского МУП «Центр социального обслуживания граждан пожилого возраста и инвалидов», в котором действует ряд отделений:
- срочного социального обслуживания на дому;
- надомного обслуживания;
- социально-медицинского обслуживания на дому;
- временного проживания.

## Спорт
В станице есть открытый стадион, предназначенный для футбольных соревнований и конных скачек. Стадион построен в 1970-х гг. на средства колхоза им. Кирова. В настоящее время стадион находится в заброшенном состоянии и практически не используется, иногда на его поле проводят народные гулянья.
На базе школ № 5 и 25 функционирует несколько спортивных секций, в том числе секция кикбоксинга, ученики которой заняли I место в открытом чемпионате Краснодарского края по рукопашному бою в 2004, проходившем в г. Кореновске.
В 2007 году в станице построена баскетбольная спортивная площадка.

## Известные жители
- Бездольный, Николай Иванович (1923—2005) — гвардии лейтенант, командир кавалерийского пулемётного взвода, кавалер орденов Красной Звезды и Отечественной войны I, II степени[12]
- Дьяконов, Василий Николаевич (1946—2012) — глава администрации Краснодарского края в 1991—1992 гг.
- Жеребкин, Илья Максимович — один из организаторов добровольческих казачьих частей в годы Великой Отечественной войны, командир 2-го Майкопского партизанского отряда.
- Кучерявый, Герасим Евсеевич (1903—1942) — красноармеец, Герой Советского Союза (1943).
- Меремьянин, Николай Сергеевич (1926—2007) — полный кавалер ордена Славы.
- Новоторцев, Владимир Михайлович (1946—2018) — химик, академик РАН.